# Fidlův kopec
Der Fidlův kopec (deutsch Fiedelhübel) ist ein Berg in Tschechien. Mit 680 m ü. M. ist er der höchste Berg der Oderberge.

## Geographie
Der Fidlův kopec befindet sich fünf Kilometer nördlich von Velký Újezd auf dem Truppenübungsplatz Libavá. An seinem westlichen Fuße befindet sich die Wüstung Varhošť  (Haslicht). Von dem nach dem Zweiten Weltkrieg erloschenen Dorf ist nur noch eine Kapelle erhalten. Gegen Osten liegt im Odertal die Wüstung Eliščiná/Liselsberg. Südöstlich befindet sich Kozlov. Auf halbem Wege nach Kozlov  befindet sich die Oderquelle. Südlich des Berges entspringt die Olešnice, im Nordwesten der Varhošťský potok.

## Geschichte
Der in seinem Ostteil bewaldete Berg wurde im 19. Jahrhundert wegen der Oderquelle durch Wege touristisch erschlossen. Seit 1946 liegt er auf dem Gebiet des Truppenübungsplatzes Libavá. Der Berg gehört zum Kerngebiet des Militärgebiets und ist nicht öffentlich zugänglich.